# تكامل أمريكا اللاتينية

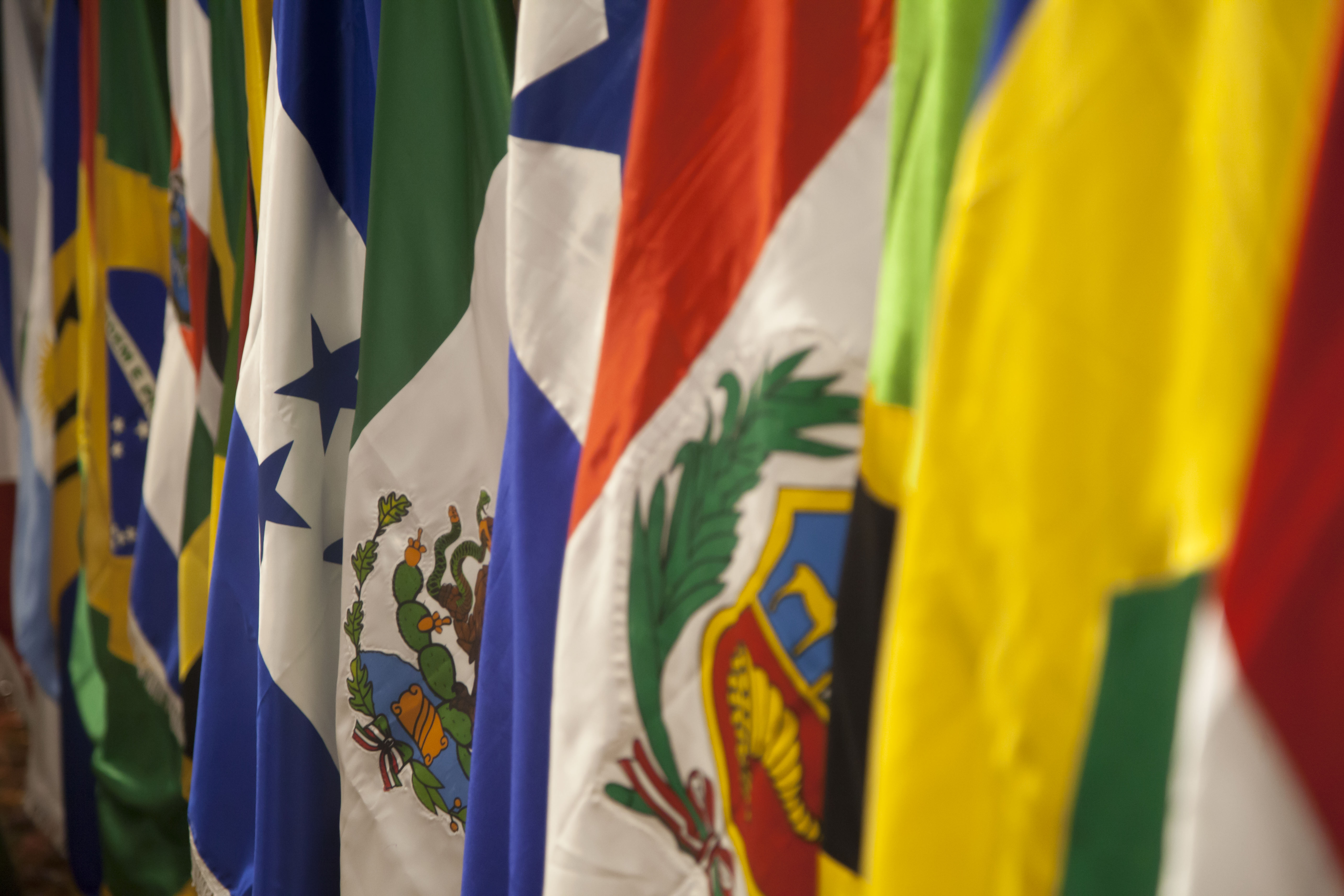

إن تكامل أمريكا اللاتينية له تاريخ يعود إلى الاستقلال الأمريكي الإسباني والبرازيلي، عندما كانت هناك مناقشة حول إنشاء دولة إقليمية أو اتحاد كونفدرالي لدول أمريكا اللاتينية لحماية الحكم الذاتي الذي حصلت عليه المنطقة مؤخرًا. بعد فشل العديد من المشاريع، لم تُتَناوَل القضية مرةً أخرى حتى أواخر القرن التاسع عشر، ولكنها تركزت الآن حول قضية التجارة الدولية، وذلك بسبب قيام الولايات المتحدة الأمريكية بدور قيادي في المشروع.
لم تبرز فكرة منح هذه المنظمات غرضًا سياسيًا بالدرجة الأولى مرةً أخرى حتى فترة ما بعد الحرب العالمية الثانية، والتي شهدت بداية الحرب الباردة ومناخًا من التعاون الدولي الذي أدى إلى إنشاء مؤسسات مثل الأمم المتحدة. لم تُنشَأ منظمات أمريكا اللاتينية الفريدة حتى منتصف القرن العشرين.

## سوابق القرن التاسع عشر
في نهاية حروب الاستقلال (1808-1825)، ظهرت العديد من الدول ذات السيادة الجديدة في الأمريكتين من المستعمرات الإسبانية السابقة. تصور زعيم استقلال أمريكا الجنوبية سيمون بوليفار العديد من النقابات التي من شأنها أن تضمن استقلال أمريكا الإسبانية تجاه القوى الأوروبية - وخاصةً المملكة المتحدة - والولايات المتحدة المتوسعة.
دعا بوليفار، في بيانه الصادر في عام 1815 عن قرطاجنة، إلى أن تقدم الأقاليم الإسبانية الأميركية جبهة موحدة إلى الإسبان لمنع إعادة غزوهم تدريجيًا، رغم أنه لم يقترح بعد اتحادًا سياسيًا من أي نوع. أثناء حروب الاستقلال، لم يكن الصراع ضد إسبانيا سوى شعور وليد بالنزعة القومية. لم يكن من الواضح ما هي الولايات الجديدة التي حلت محل الإمبراطورية الإسبانية.
معظم الذين حاربوا من أجل الاستقلال كانوا على معرفة بكل من مسقط رأسهم وأمريكا الإسبانية ككل، وأشاروا إلى كلا الأمرين باسم «أرض الأجداد»، وهو مصطلح يشمل المعاني الواردة اليوم في الكلمات الإنجليزية «أرض الأجداد» و «الوطن الأم».
بينما حقق بوليفار تقدماً ضد القوى الملكية، بدأ يقترح إنشاء العديد من الدول الكبرى والاتحادات الكونفدرالية، مستلهماً من فكرة فرانسيسكو دي ميراندا عن دولة مستقلة تتألف من كل أميركا الإسبانية، والتي أطلق عليها ميراندا أسماء مختلفة «كولومبيا»، أو «الإمبراطورية الأمريكية» أو «الاتحاد الأمريكي».
في عام 1819، كان بوليفار قادرًا على إنشاء دولة تدعى «كولومبيا» بنجاح (يُشار إليها حاليًا باسم كولومبيا الكبرى) من عدة مقاطعات أمريكية إسبانية؛ في عام 1825، اقترح الانضمام إلى بيرو وأعالي بيرو في الاتحاد الكونفدرالي أو الولاية التي اقترح أن يطلق عليها «الفدرلة البوليفية» أو «الاتحاد البوليفي» والذي يشير إليه المؤرخون باسم «اتحاد الأنديز»، ولكن هذا لم يتحقق أبدًا.
الدول الكبيرة الأخرى التي انبثقت عن تفكك النظام الملكي الإسباني فشلت أيضًا في إثبات بقائها. لم تعد جمهورية أمريكا الوسطى الاتحادية، التي أنشأها النقيب العام السابق لغواتيمالا، موجودة في عام 1840. لم تكن المقاطعات المتحدة في أمريكا الجنوبية قابلة للنمو على الإطلاق وعانت من حرب أهلية مستمرة تقريبًا بين مقاطعاتها والعاصمة بوينس آيرس.
لم تصبح الأرجنتين موحدة حتى الخمسينيات من القرن التاسع عشر. وفي عام 1836، انهار اتحاد البيرو البوليفي بعد ثلاث سنوات بمحاولة لإعادة توحيد المناطق الرئيسية في الملكية السابقة لبيرو. فقط المكسيك، التي كانت تتألف من المناطق الأساسية في الوصاية على إسبانيا الجديدة، ظلت كدولة كبيرة من الناحية المادية في أمريكا اللاتينية. الاستثناء الإقليمي الآخر كان إمبراطورية البرازيل، التي أعلنت البرتغال أساسًا استقلالها في عام 1820 من خلال المطالبة بإعادة ملك البرتغال والمحكمة البرتغالية من ريو دي جانيرو.
اقترح بوليفار أيضًا إنشاء رابطة مستقلة للجمهوريات الإسبانية الأمريكية المستقلة حديثًا، وتحقيقًا لهذه الغاية نظم مؤتمر بنما في عام 1826. ولم يدعو بوليفار البرازيل لأنها كانت ملكية ورأى أنها تشكل تهديدًا لوجود الجمهوريات الجديدة، ولم يدعُ الحكومة في بوينس أيرس، لأن المنطقة تفتقر إلى أي وحدة سياسية حقيقية لتمثيلها بفعالية. ولم توجه الدعوة إلى الولايات المتحدة لحضور المؤتمر إلا بعد الضغط عليه، ولكن أحد الممثلين توفي في الطريق بينما وصل الآخر بعد انتهاء المداولات. ولم تكن المملكة المتحدة حاضرة إلا بصفة مراقب.
صاغ الكونغرس «معاهدة الاتحاد والرابطة والاتحاد الدائم»، وهي اتفاقية للدفاع المتبادل والتجارة، ولكن صدقت عليها كولومبيا الكبرى فقط. انهارت كولومبيا الكبرى في عام 1830. بسبب هذه المشاريع الفاشلة، غالبًا ما يتحدث السياسيون في أمريكا اللاتينية عن التكامل الإقليمي باعتباره «حلم بوليفار».
وبعد مرور ثلاثة وستين عامًا على مؤتمر بنما، أنشأت ثمانية عشر دولة أمريكية أمانة، هي المكتب التجاري للجمهوريات الأمريكية، في عام 1889 في أول مؤتمر للبلدان الأمريكية لتعزيز التجارة في نصف الكرة الغربي. بدأ المكتب التجاري عمله في 14 أبريل 1890.
غُيّرَ اسم المكتب إلى المكتب التجاري الدولي في المؤتمر الدولي الثاني 1901-1902. في المؤتمر الرابع لدول أمريكا عام 1910، غُيّرَ اسم المنظمة ليصبح اتحاد الجمهوريات الأمريكية وأصبح المكتب التجاري الدولي هو اتحاد عموم أمريكا (مؤتمر بان أميريكان).

## القرن العشرين

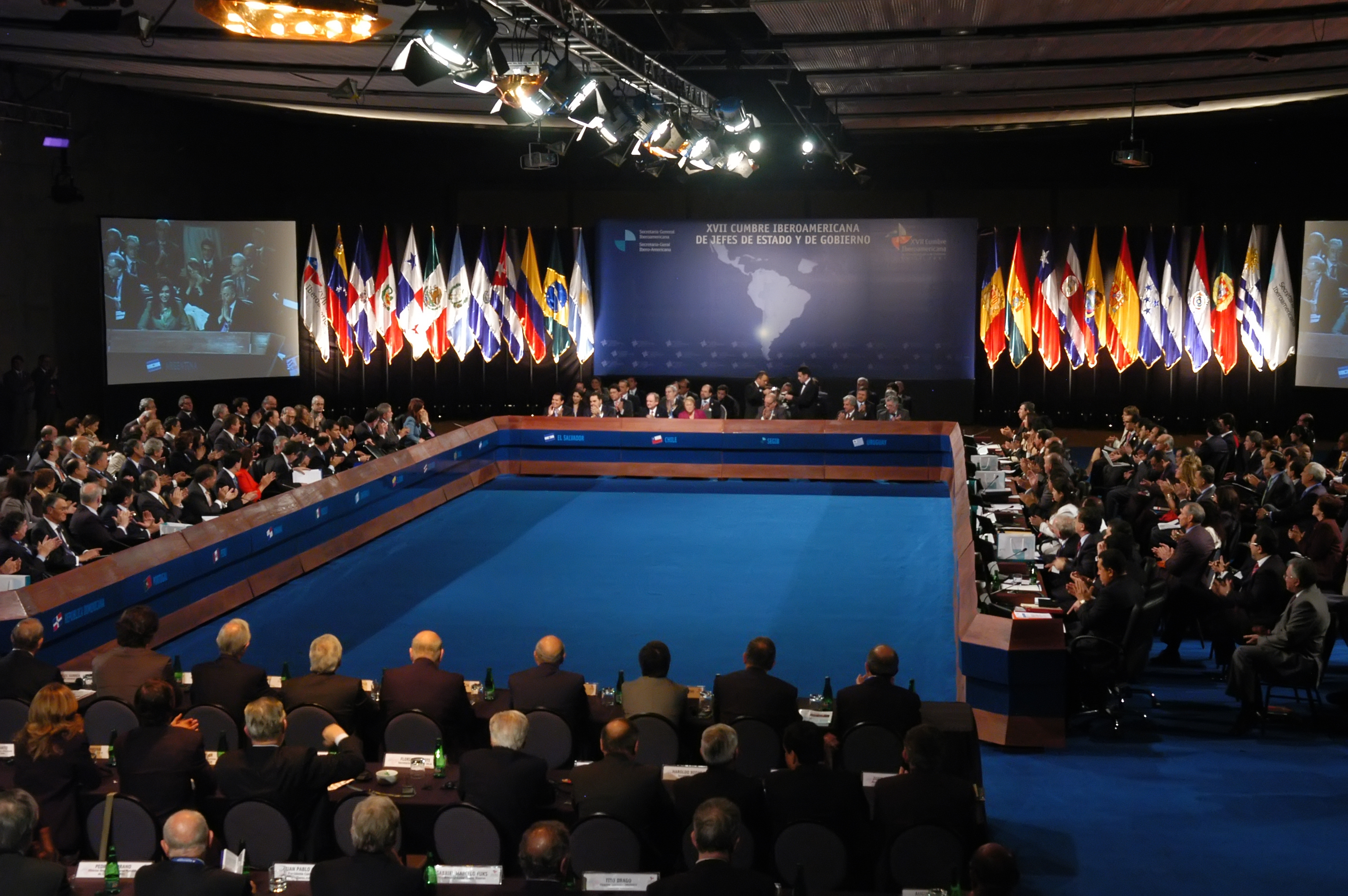
القمة الأيبيرية الأمريكية لعام 2007 في سانتياغو، تشيلي.

أقنعت تجربة الحرب العالمية الثانية حكومات نصف الكرة الغربي بأن العمل أحادي الجانب من جانب دولة واحدة لا يمكن أن يضمن السلامة الإقليمية للدول الأمريكية في حالة العدوان الخارجي للقارات، ولا سيما الاعتداءات السوفيتية أو الشيوعية.
لمواجهة تحديات الصراع العالمي في فترة الحرب الباردة واحتواء النزاعات داخل نصف الكرة الأرضية، تبنوا نظام الأمن الجماعي، معاهدة البلدان الأمريكية للمساعدة المتبادلة، المعروفة شعبياً باسم معاهدة ريو، في عام 1947.
في العام التالي، في المؤتمر الدولي التاسع للدول الأمريكية، برئاسة وزير الخارجية الأمريكي جورج مارشال، تعهدت إحدى وعشرون دولة عضو بمحاربة الشيوعية في الأمريكتين، وحولت اتحاد عموم أمريكا إلى منظمة الدول الأمريكية (أوه إيه إس). حيث كان الانتقال سلسًا. أصبح المدير العام للاتحاد الأمريكي ألبرتو ليراس كامارغو أول أمين عام لمنظمة الدول الأمريكية وبدأت المنظمة عملها في ديسمبر 1951.
بحلول أواخر القرن العشرين، رأى العديد من قادة أمريكا اللاتينية الحاجة إلى منظمة بديلة لا تسيطر عليها الولايات المتحدة. ألهمت تجربة التعامل مع التمرد الشيوعي في سبعينيات وثمانينيات القرن الماضي في أمريكا الوسطى من خلال إنشاء مجموعة كونتادورا، التي لم تشمل الولايات المتحدة، إنشاء مجموعة ريو في عام 1986. ولم تنشئ مجموعة ريو أمانة أو هيئة دائمة واختارت بدلًا من ذلك الاعتماد على مؤتمرات القمة السنوية لرؤساء الدول.
أيضًا تواصلت أمريكا اللاتينية مع أوروبا، ولا سيما بلدانها الأم المستعمرة سابقًا، لإنشاء منظمات إقليمية أخرى تعتمد على لغات وثقافات مشتركة.
في عام 1991، نظمت حكومات المكسيك والبرازيل وإسبانيا مؤتمرات القمة الأيبيرية الأمريكية لرؤساء الدول والحكومات في غوادالاخارا، المكسيك. وكانت النتيجة إنشاء جماعة الأمم الأيبيرية - الأمريكية، التي تعقد مؤتمرات قمة سنوية لرؤساء دولها.